# لشچکا ماوا
لشچکا ماوا (به لاتین: Leszczka Mała) یک روستا در لهستان است که در گمینا پرلیوو واقع شده‌است.